# Acaena stangii
Acaena stangii är en rosväxtart som beskrevs av Erling Christophersen. Acaena stangii ingår i släktet taggpimpineller, och familjen rosväxter. Inga underarter finns listade i Catalogue of Life.